# Umeå finlandssvenskar
Umeå finlandssvenskar är en förening som samlar, i Umeå med omnejd, bosatta finlandssvenskar samt övriga som vill främja finlandssvensk kulturell verksamhet och upprätthålla förbindelserna med svenskbygderna i Finland.
Föreningens återkommande arrangemang: 
- Årsmöte i februari
- Memmafest kring påsk.
- Julfest i december.

Därutöver anordnar föreningen temakvällar, utflykter, vinprovningar och dylikt.
Föreningen är ansluten till Finlandssvenskarnas riksförbund i Sverige (FRIS).